# 컨솔리데이티드 PB4Y-2 프라이버티어

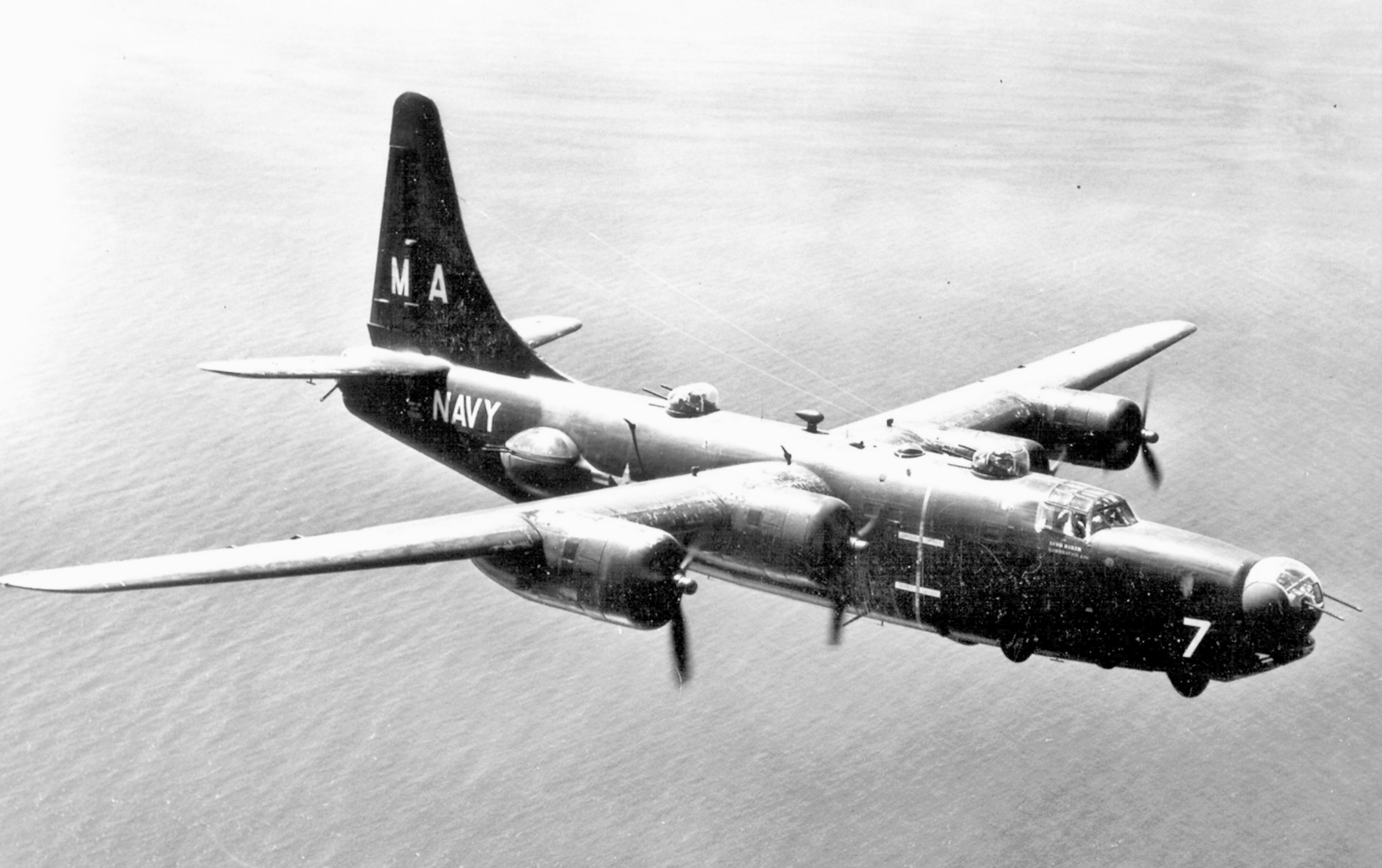

컨살러데이티드 PB4Y-2 프라이버티어(Consolidated PB4Y-2 Privateer)는 컨살러데이티드 B-24 리버레이터에서 파생된 미국 해군의 제2차 세계 대전 및 6.25 전쟁 시대의 순찰 폭격기이다. 해군은 PB4Y-1 리버레이터처럼 약간만 수정한 B-24를 사용해 왔으며 RAF 해안 사령부에서 사용하는 해상 순찰용 리버레이터와 함께 이 유형의 순찰기가 성공적인 것으로 입증되었다. 완전히 해군화된 설계가 요구되었고 컨살러데이티드는 1943년에 PB4Y-2 프라이버티어로 명명된 전용 장거리 순찰 폭격기를 개발했다. 1951년에 이 유형은 P4Y-2 프라이버티어로 재지정되었다. 1962년 9월 나머지 해군 프라이버티어(모두 이전에 P4Y-2K로 드론 구성으로 전환됨)이 QP-4B로 재지정되면서 추가 지정 변경이 발생했다.

## 제원 (PB4Y-2)

### 일반적 특성
- 승무원: 11명: 조종사 2명, 항해사, 폭격수, 포수 5명, 무전사 2명
- 길이: 22.73m(74피트 7인치)
- 날개 폭: 33.53m(110피트 0인치)
- 높이: 9.17m(30피트 1인치)
- 날개 면적: 1,048평방피트(97.4m2)
- 공차 중량: 12,467kg(27,485lb)
- 최대 이륙 중량: 65,000lb(29,500kg)
- 동력장치: 4 × Pratt & Whitney R-1830-94 방사형 엔진, 각각 1,350 hp (1,007 kW)

### 성능
- 최대 속도: 300mph(482km/h, 261kn)
- 순항 속도: 175mph(282km/h, 152kn)
- 범위: 4,540km, 2,450nmi(2,820마일)
- 서비스 천장: 21,000피트(6,400m)
- 날개 하중: 62lb/sq ft(300kg/m2)

### 군사
- 주포: 포탑 6개에 12 × .50인치(12.7mm) M2 브라우닝 기관총
- 폭탄: 최대 5,800kg(12,800lb)의 폭탄, 지뢰 또는 어뢰

## 같이 보기
- 컨살러데이티드 B-24 리버레이터